# Хофф, Филип Хендерсон
Филип Хендерсон Хофф (англ. Philip Henderson Hoff; 29 июня 1924, Тернерс-Фолс, Массачусетс — 26 апреля 2018, Шелберн, Вермонт) — американский юрист и политик, 73-й губернатор Вермонта (1963—1969).

## Биография
Филип Хофф родился 29 июня 1924 года в деревне Тернерс-Фолс, расположенной в штате Массачусетс рядом с городом Гринфилд (иногда в качестве места его рождения указывается Гринфилд). Он поступил в Уильямс-колледж, но прервал своё обучение во время Второй мировой войны для службы в Военно-морских силах США (он служил в подводном флоте с 1943 по 1946 год). В 1948 году он закончил своё обучение в Уильямс-колледже. В том же году Хофф женился на Джоан Брауэр (Joan Brower), с которой он познакомился во время войны в Нью-Лондоне (штат Коннектикут). Впоследствии у них родились четыре дочери.

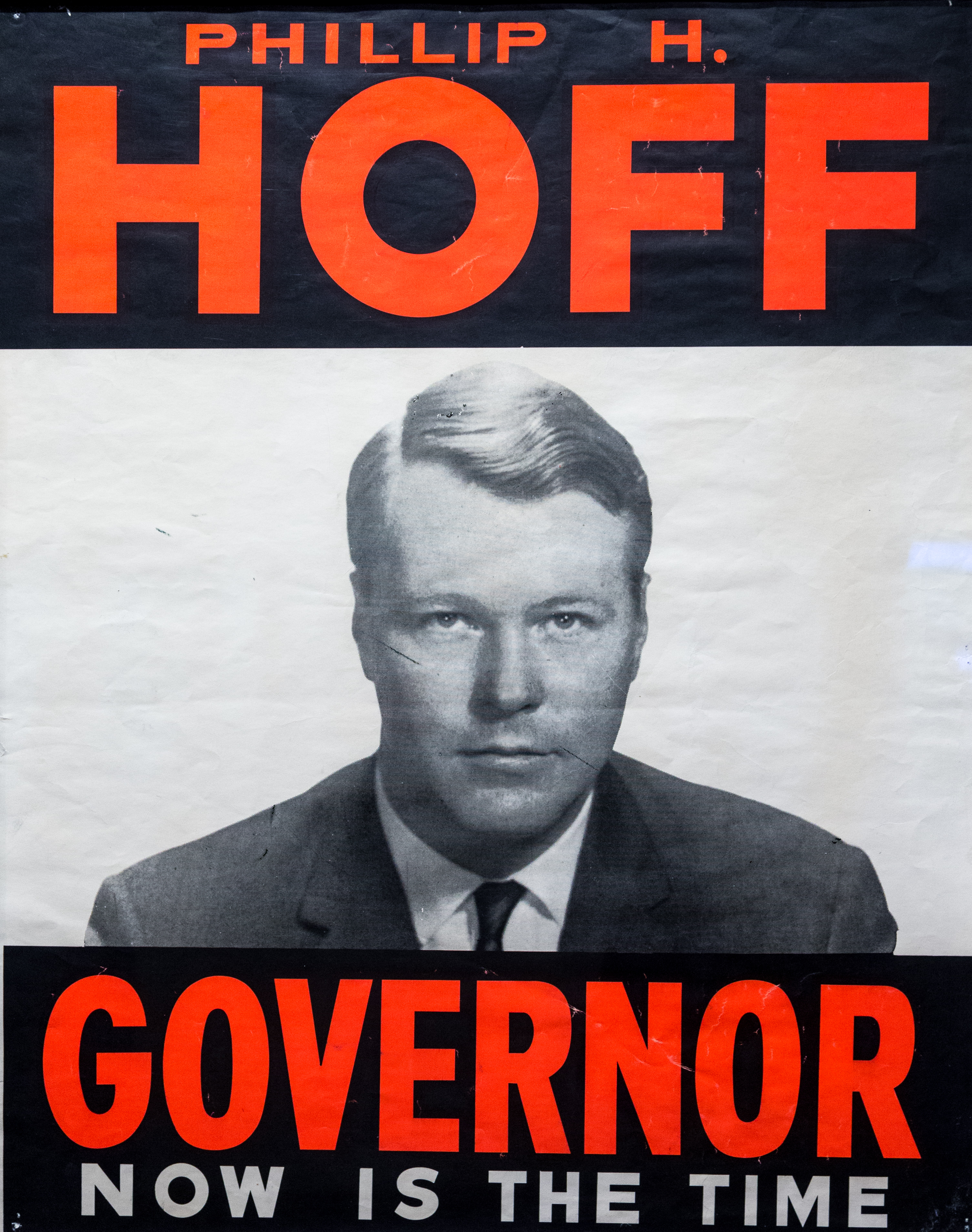
Плакат выборной кампании 1962 года

В 1951 году Хофф окончил школу права Корнеллского университета, после чего переехал в Берлингтон (штат Вермонт), где началась его политическая карьера. В 1960 году он был избран членом Палаты представителей Вермонта.
В 1962 году Хофф стал кандидатом от демократической партии на выборах губернатора Вермонта, на которых его соперником был действующий губернатор штата Рэй Кейзер — кандидат от республиканской партии. Хофф победил, став первым губернатором-демократом штата за более чем сто лет (предыдущий представитель демократической партии занимал этот пост в 1853—1854 годах).
Хофф вступил в должность губернатора штата 10 января 1963 года. После этого он дважды — в 1964 и 1966 годах — переизбирался на этот пост, проработав губернатором до января 1969 года. За шесть лет пребывания в должности губернатора Хофф уделял большое внимание вопросам охраны окружающей среды, борьбе за уменьшение загрязнения вермонтских рек и других водных объектов, в также вопросам образования и реформы юридической системы штата. К числу его заслуг относят перераспределение мест в Генеральной ассамблее Вермонта, отмену подушного избирательного налога, отмену смертной казни (за исключением случаев, связанных с убийством полицейских), перевод ответственности за социальное обеспечение от местных властей на уровень штата, трёхкратное увеличение финансирования образования из фондов штата, создание программы штата по помощи студентам, а также ряд реформ судебной системы Вермонта.
В 1968 году Хофф не выставил свою кандидатуру на губернаторских выборах, решив сделать перерыв в своей политической карьере. Через два года, в 1970 году, он участвовал в выборах сенатора США от штата Вермонт, но проиграл кандидату от республиканской партии, действующему сенатору Уинстону Прути. Хофф продолжил свою политическую деятельность в 1980-х годах в Сенате Вермонта, проработав три срока (1983—1989) сенатором штата.
В 1989 году Филип Хофф стал одним из основателей юридической фирмы Hoff, Agel, Curtis, Pacht and Cassidy, P.C., впоследствии получившей известность под названием Hoff Curtis. В 1990—1995 годах он был президентом Вермонтской школы права. Хофф скончался 26 апреля 2018 года в Шелберне (Вермонт) в возрасте 93 лет.

## Память
Имя Хоффа было присвоено построенному в 2012 году студенческому общежитию Hoff Hall Каслтонского колледжа (ныне — Каслтонский университет), расположенного в Каслтоне (штат Вермонт).
В 2011 году была издана биография Хоффа под названием Philip Hoff: How Red Turned Blue in the Green Mountain State («Филип Хофф: как красное стало синим в штате Зелёных гор», 232 с., издательство Castleton, авторы Samuel B. Hand, Anthony Marro, Stephen C. Terry, ISBN 978-1611682076).